# Etenol
Etenolul (denumit și alcool vinilic) este un compus organic cu formula chimică H2C=CHOH. Este un compus labil și tautomerizează la acetaldehidă.

## Obținere
Alcoolul vinilic poate fi obținut în urma unei reacții de eliminare pirolitică a apei, aplicată etilenglicolului, la o temperatură de 900 °C și la presiune scăzută.

## Proprietăți
În condiții normale, alcoolul vinilic suferă o tautomerizare la acetaldehidă:
În aceste condiții, acetaldehida (H3CC(O)H) este mai stabilă în comparație cu alcoolul vinilic (H2C=CHOH), diferența fiind de 42,7 kJ/mol:
H2C=CHOH → H3CC(O)H                  ΔH298,g = −42,7 kJ/mol